# Аварське ханство
Аварське ханство (Аварське нуцальство) — феодальне володіння в центральній частині Дагестану (кінець 12 — 19 століття). Утворилося на місці середньовічного «царства» Серір. Спочатку називалося Аварським нуцальством (від назви володаря — нуцала). Посилення влади нуцалів почалося із вторгнення у 1220-х роках до Кавказу монгольських військ на чолі із Субудай-богатуром. Між монголами та Аварською державою укладається союз, завдяки якому територія нуцальства значно збільшилося, а нащадки нуцала Сураката I отримали монопольне право на спадкове володарювання. Навзаєм Аварське нуцальство забезпечувало владу монголів на Північно-Східному Кавказі. Надалі цей союз зберігався за ханів Золотої орди.

## Історія
У 1395 році Аварське нуцальство залишилося вірним Тохтамишу, хану Золотої орди, у протистоянні з державою Тамерлана. Тому останній атакував ханство, сплюндрувавши ці землі незважаючи на спротив аварців. В результаті цього ханство було послаблено й потрапило у залежність від Газікумухського шамхальства. Лише при нуцалі Ібрагімі I аварці знову здобули незалежність. У 2-й пол. XV ст. Аварське нуцальство зуміло встановити контроль контроль над значною частиною Дагестану. Наприкінці XV ст. нуцальство перетворюється на ханство.
За Умма-хана (помер в 1634) Аварське ханство було значною самостійною державою. Найбільшої могутності досягло у 18 столітті, коли йому підкорялись джаро-белоканська громада, платили данину царі Грузії, хани дербентські, кубинські та інші. З 16 століття потрапило під російський протекторат, а в 1802 році було включене в склад Російської Імперії. В 20-50-ті роки 19 сторіччя Аварське ханство входило в імамат (Імамат Шаміля). В 1864 році царський уряд ліквідував Аварське ханство, а його територія була перетворена на Аварський округ.

## Список правителів (ханів/нуцалів)

### Правителі доісламських часів (починаючи з легендарнихгуннськихцарів)
- Авар ( — 531), син Джураша, син Бел-Кермека, сина Аттіли
- Стиракс (Ширияк), син попереднього
- Дугар, син попереднього
- Урусхан I(Араскан), син ?
- Хидиршах, син попереднього
- Тарраз, син попереднього
- Аббас, син попереднього
- Сафишах, син попереднього
- Хаваджах, син попереднього
- Фиравн, син попереднього
- Амир, син попереднього
- Саийд, син попереднього
- Тахмаз, син попереднього
- Фардин(Перид), син попереднього
- Байар, син попереднього
- Намруд, син попереднього
- Кад(Бакир), син попереднього
- Фирусшах(Пруссшах), син попереднього
- Уммахан, син попереднього
- Урусхан II(Аулхан), син попереднього
- Саратан I, син попереднього
- Суракат I, син попереднього

### Мусульманські правителі
- Ахмад, арабський узурпатор (XII століття)
- Абу-Муслим, можливо син Ахмада-узурпатора (XII століття)
- Байар I (XII століття), син Сураката
- Масум-бек (XII століття), арабський узурпатор
- Султан ібн Масум-бек
- Чуфан ібн Султан (XIII століття)
- Амір-Ахмад ібн Чуфан (XIII століття)
- Амір-Султан I, син Байара I (XIII століття)
- Малик Саратан II (XIII століття), прийняв Іслам, син попереднього

невідомі хани
- Суракат II (1353/1354)
- Саратан III
- Дугрі-хан I, син попереднього
- Ібрагім I
- Мухаммед-Мірза, зять попереднього та син Дугрі-хана I
- Андунік I (1460–1485), син Ібрагіма I
- Булач I (1485–1510) племінник попереднього та син Мухаммеда-Мірзи
- Амір-Хамза (1510–1540), син Умма-хана, сина Булача I
- Нуцал I (1540–1546), можливо, син попереднього
- Андунік II (1546 — грудень 1569), син попереднього
- Ахмад (1569–1577), син попереднього
- Тунай-Джалав (1577–1578), узурпатор, брат Чопан-шамхала, нащадок Джучі
- Мухаммед-Шамхал (1578–1589), син Турарава Безумця, сина Нуцала I
- Канбулак I (1589–1595), син попереднього
- Шамхал I (1595–1596), брат попереднього
- Ібрагім II (1596–1605), ?
- Махді I (1605–1614), син Мухаммед-Шамхала
- Барти-Кіхіляв (1614–1620), син Мухаммеда, сина Кушканти-Кіхілява, сина Барти, сина Андуніка II
- Умма-хан I Справедливий (1620–1634), син Шамхала I
- Амір-Хамза II (1634–1646), син Барти-Кіхілява
- Молдар-Мірза I (1646–1650), ?
- Мухаммед I (1650–1656), син Барти-Кіхілява
- Дугрі II (1656–1668), син Умма-хана I
- Мухаммед II (1668–1688), син попереднього
- Умма-хан II (1688–1699), син попереднього
- Андунік III (1699–1706), син попереднього
- Дугрі III (1706), брат попереднього
- Умма-хан III (1706–1707), також відомий як Старший Булач, син попереднього
- Мухаммед III (1707–1722), брат попереднього
- Умма-хан IV (1722–1735), син Турурава, з Турлоєвського Роду (Турарава Рід), нащадок Турарава Безумця.
- Анкал I (1735–1740), ?
- Нуцал II (1740–1744), син Умма-хана IV
- Махмуд I (1744–1765), ?
- Мухаммад IV (1765–1774), син Умма-хана III
- Умма-хан V Видатний и Несамовитий (1774 — квітень 1801), син попереднього
- Гебек I (1801 — січень 1802), брат попереднього
- Султан-Ахмед I (1802–1823), син Али-Султана Мехтули, нащадок Чопан-шамхала
- Сурхай I (1818–1834), син Гебека I
- Аслан I (1827–1828), намісник из Кумуха, нащадок Чопан-шамхала
- Абу-Султан I (1828–1834), син Султан-Ахмеда I
- Баху-бике (1823–1834), дочка Умма-хана V, жінка Султан-Ахмеда I, мати попереднього
- Імам Гамзат-бек (1834), узурпатор
- Мухаммед-мірза II (1834–1838), намісник из Кумуха, нащадок Чопан-шамхала

У Сурхая І був син Фатаали, але він вважався незаконнонародженим, тож не мав прав на трон, хоч і був нащадком всіх правителів Аварії. Він і його нащадки мешкали в аулі Сіух.
У 1838 - 1859 роках Аварія входила до складу Імамату Шаміля. 
У 1859 - 1863 Аварією правив Ібрагім Мехтулі (1859–1863), син Султана-Ахмеда I.
З 1863 року Аварія була остаточно приєднана до  Російської Імперії.